# Giulio Cesare, il conquistatore delle Gallie
Giulio Cesare, il conquistatore delle Gallie è un film del 1963 diretto da Amerigo Anton.
Il soggetto è ispirato al De bello Gallico.

## Trama
Gaio Giulio Cesare nel 54 a.C. si trova a dover combattere su due fronti: in Gallia contro i galli di Vercingetorige ed a Roma contro i suoi avversari politici, da Marco Tullio Cicerone a Gneo Pompeo Magno. Alla fine riesce a sconfiggerli tutti.